# Maybe (No-Angels-Lied)
Maybe (englisch für Vielleicht) ist ein Lied der deutschen Pop-Girlgroup No Angels aus dem Jahr 2007. Das von der britischen Liedtexterin Maryanne Morgan und den schwedischen Musikern Pelle Ankarberg, Niclas Molinder und Joacim Persson geschriebene Lied wurde von der Band für Destiny (2007), ihr viertes Studioalbum, aufgenommen und im Juni 2007 als zweite Single des Albums veröffentlicht.

## Hintergrund
Maybe wurde von den schwedischen Musikern Pelle Ankarberg, Niclas Molinder und Joacim Persson gemeinsam mit der britischen Liedtexterin Maryanne Morgan geschrieben und komponiert. Die Originalversion des Liedes wurde 2006 von der norwegischen Popsängerin Trine Rein eingesungen. Geiger Andreas Ljones, der sie auch späteren Auftritten begleitete, trat als Feature in Erscheinung. Reins Fassung war eines von 464 Liedern, die im Oktober 2006 beim Norsk rikskringkasting (NRK), Norwegens öffentlich-rechtlichem Rundfunk, für die Teilnahme am Melodi Grand Prix, dem norwegischen Vorentscheid für den Eurovision Song Contest, eingereicht worden waren. Das Lied konnte sich als eines von 18 Liedern für den Vorentscheid qualifizieren, unterlag im Finale jedoch vier anderen Titeln, aus welchen der Song Ven a bailar conmigo (spanisch für „Komm, tanz mit mir“) der Sängerin Guri Schanke schließlich als Sieger hervorging.
Parallel zu Reins Vorentscheid-Teilnahme war das Lied den No Angels zur Veröffentlichung auf ihrem vierten Studioalbum Destiny (2007) angeboten worden. Ankarberg, Molinder und Persson hatten zuvor bereits an Pure (2003), dem letzten Studioalbum vor Auflösung der Band im Jahr 2003, mitgewirkt und gemeinsam mit Morgan das Lied Feelgood Lies beigesteuert. Molinder und Persson, die zuvor schon Reins Version produziert hatten, zeigten sich unter ihrem Pseudonym Twin auch als Produzenten der No-Angels-Version von Maybe verantwortlich. So sampeln die beide von ihnen produzierten Versionen ein Riff aus dem 1969 veröffentlichten Beatles-Lied Come Together. Als Abmischer stand Molinder und Persson Andreas Herbig zur Seite. Ihre Vocals sangen die No Angels im Sound Studio N in Köln ein.

## Musikvideo

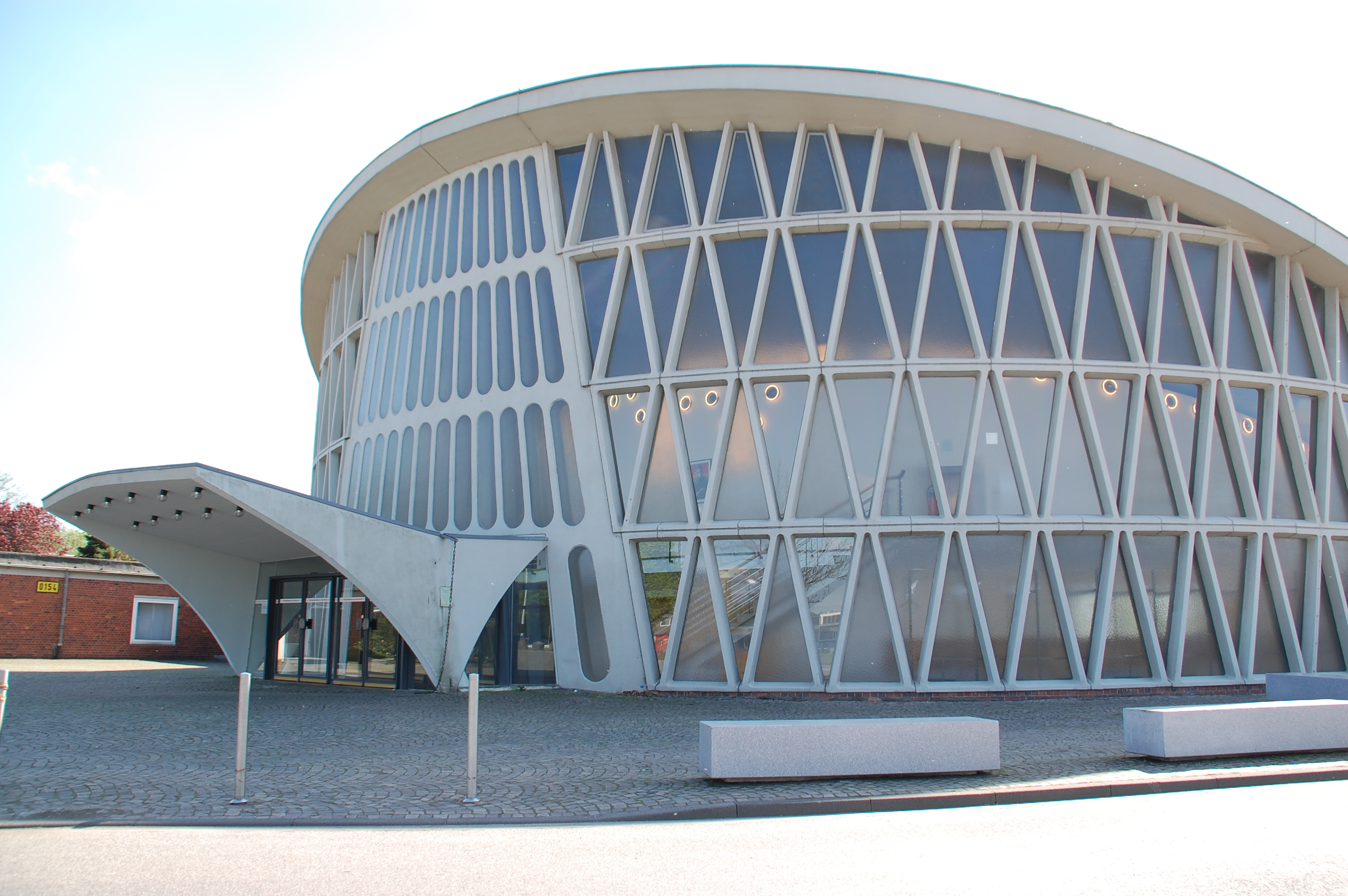
Das Video zu Maybe wurde im Feierabendhaus am Industriestandort Hürth-Knapsack gefilmt.

Das Musikvideo zu Maybe wurde am 4. Mai 2007 im 1957 erbauten Feierabendhaus, einem Veranstaltungsgebäude im Industriestandort Chemiepark Knapsack im nordrheinischen Hürth-Knapsack, gedreht. Für die Regie konnte die Band zum siebten Mal Musikvideoregisseur Marcus Sternberg verpflichten. Den Dreharbeiten war ein viertägiges Tanz- und Choreografietraining vorausgegangen, an dem unter anderem auch David Hernandez, ehemaliges Mitglied der im Jahr 2003 zusammengestellten Band Become One, sowie Jimmy Surles, Teilnehmer der Sat.1-Talentshow You Can Dance (2006), als Tänzer im späteren Video teilgenommen hatten. Ihre im Video getragenen Leder-Outfits hatten einige Bandmitglieder eigens in einem Sexshop erworben. Die Video-Premiere folgte am 18. Mai 2007 im Rahmen der Sendung VIVA Live! auf dem Musiksender VIVA.

## Single
Maxi-Single
| Nr. | Titel              | Autor(en)                                                         | Produzent(en)          | Länge |
| --- | ------------------ | ----------------------------------------------------------------- | ---------------------- | ----- |
| 1.  | Maybe (Radio Edit) | Pelle Ankarberg, Niclas Molinder, Maryanne Morgan, Joacim Persson | Twin                   | 3:23  |
| 2.  | Secret’s Out       | Celetia Martin, Mats Berntoft, Magnus Wallbert                    | Ivar Lisinski, Kriss K | 3:13  |
| 3.  | Maybe (Piano Mix)  | Ankarberg, Molinder, Morgan, Persson                              | Twin                   | 3:13  |

2-Track-Single
| Nr. | Titel              | Autor(en)                            | Produzent(en)     | Länge |
| --- | ------------------ | ------------------------------------ | ----------------- | ----- |
| 1.  | Maybe (Radio Edit) | Ankarberg, Molinder, Morgan, Persson | Twin              | 3:23  |
| 2.  | Secret’s Out       | Martin, Berntoft, Wallbert           | Lisinski, Kriss K | 3:13  |

## Mitwirkende
- Pelle Ankarberg – Arrangeur, Komponist, Liedtexter
- Nadja Benaissa – Gesang
- Lucy Diakovska – Gesang
- Andreas „Boogieman“ Herbig – Abmischung
- Niclas Molinder – Komponist, Liedtexter
- Sandy Mölling – Gesang
- Maryanne Morgan – Komponist, Liedtexter
- Joacim Persson – Komponist, Liedtexter
- Vincent Sorg – Mastering
- Twin – Arrangeur, Produzent
- Jessica Wahls – Gesang[1]

## Rezeption

### Charts und Chartplatzierungen
Maybe wurde am 15. Juni 2007 als zweite Auskopplung des Albums Destiny (2007) veröffentlicht und stieg in der Folgewoche auf Platz 36 der deutschen Singlecharts ein. Als erste Single der Band konnte sich das Lied nicht in den Top 20 platzieren. In Österreich erreichte Maybe Position 62 in Ö3 Austria Top 40 und verpasste als erste Single der Band damit den Einstieg in die Top 50. In der Schweiz verpasste die Band nach Let’s Go to Bed (2002) mit dem Song zum zweiten Mal den Einstieg in die Schweizer Hitparade. Mit knapp 15.000 verkaufen Kopien galt Maybe nach Veröffentlichung als am wenigsten verkaufte No-Angels-Single seit Bandgründung im Jahr 2000.
| ChartsChartplatzierungen | Höchstplatzierung | Wochen |
| ------------------------ | ----------------- | ------ |
| Deutschland (GfK)        | 36 (7 Wo.)        | 7      |
| Österreich (Ö3)          | 62 (1 Wo.)        | 1      |

## Weitere Veröffentlichungen
Der Song wurde unter gleichem Titel von der norwegischen Sängerin Trine Rein aufgenommen, mit dem diese im Januar 2007 an der Sendung Melodi Grand Prix, dem norwegischen Vorentscheid für den Eurovision Song Contest teilgenommen hatte.